# Baril de porc

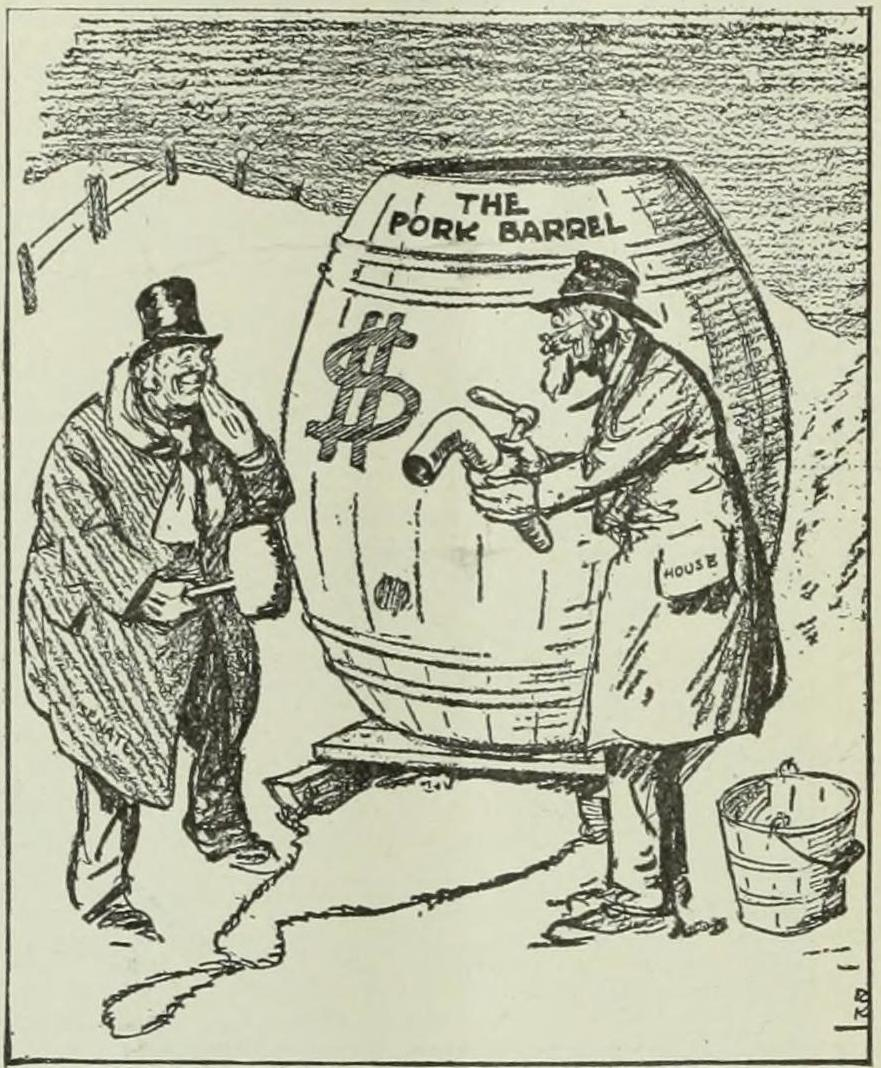
Caricature de 1917 du New York World.

La politique du baril de porc (de l’anglais : pork barrel) ou de l’assiette au beurre est une métaphore pour l'affectation des dépenses publiques à des projets localisés sécurisés uniquement ou principalement pour apporter de l'argent à la circonscription d'un représentant. L'usage est originaire de l'anglais américain.

## Science politique
Les chercheurs l'utilisent comme un terme technique concernant le contrôle législatif des crédits locaux,. Dans les campagnes électorales, le terme est utilisé de manière péjorative pour attaquer les opposants.
Généralement, le « baril de porc » implique un financement national pour les programmes gouvernementaux dont les avantages économiques ou de service sont concentrés dans un domaine particulier mais dont les coûts sont répartis entre tous les contribuables. Les projets de travaux publics, certains projets de dépenses de défense nationale et les subventions agricoles sont les exemples les plus fréquemment cités.
L'organisation non gouvernementale Citizens Against Government Waste liste sept critères selon lesquels les dépenses aux États-Unis peuvent être classées comme baril de porc:
1. Demandé par une seule chambre du Congrès ;
2. Non spécifiquement autorisé ;
3. Non attribué de manière compétitive ;
4. Non demandé par le président ;
5. Dépasse largement la demande de budget du président ou le financement de l'année précédente ;
6. Ne fait pas l'objet d'audiences au Congrès ;
7. Ne sert qu'un intérêt local ou particulier.

## Histoire et étymologie
D'après Chanchal Kumar Sharma, « Le terme politique du baril de porc fait généralement référence aux dépenses destinées à bénéficier aux électeurs d'un homme politique en échange de leur soutien politique, soit sous la forme de contributions à la campagne, soit de votes ».
Dans une histoire populaire datée de 1863 « Les enfants du public », Edward Everett Hale utilise le terme baril de porc comme une métaphore pour toute forme de dépense publique pour les citoyens. Cependant, après la Guerre de Sécession, le terme vient à être utilisé dans un sens péjoratif. L'Oxford English Dictionary date le sens moderne du terme de 1873.
Le terme « baril de porc » provient à l'origine du stockage de la viande de porc salée dans un baril. Dans les années 1870, les références au « porc » sont courantes au Congrès américain, et le terme est popularisé par un article de 1919 de Chester Collins Maxey dans la National Municipal Review. Il fait état de certains actes législatifs connus des membres du Congrès sous le nom de « projets de loi sur le baril de porc ». Il affirme que l'expression provient d'une pratique d'avant la guerre civile consistant à donner aux esclaves un baril de porc salé en récompense et à les obliger à se faire concurrence pour obtenir leur part de l'aumône. Plus généralement, un baril de porc salé est un article de garde-manger courant dans les ménages du XIXe siècle et peut être utilisé comme une mesure du bien-être financier d'une famille. Par exemple, dans son roman de 1845 The Chainbearer, James Fenimore Cooper écrit : « Je tiens une famille pour désespérée, quand la mère peut voir le fond du baril de porc ».

## Exemples
Un des premiers exemples de la politique du baril de porc aux États-Unis est le Bonus Bill de 1817 présenté par le démocrate John C. Calhoun pour construire des canaux et des routes reliant l'est et le sud des États-Unis à sa frontière occidentale en utilisant le bonus de revenus de la Second Bank of the United States. Calhoun a plaidé en sa faveur en utilisant les clauses générales de bien-être et de routes postales de la Constitution des États-Unis. Bien qu'il ait approuvé l'objectif de développement économique, le président James Madison a opposé son veto au projet de loi comme inconstitutionnel.
L'un des projets présumés de barils de porc les plus célèbres est le Big Dig à Boston, dans le Massachusetts. Le Big Dig est un projet visant à déplacer une section existante de 3,5 miles (5,6 km) de la section souterraine du réseau routier inter-États. La phase de planification officielle a commencé en 1982 ; les travaux de construction ont été réalisés entre 1991 et 2006 ; et le projet s'est terminé le 31 décembre 2007. Il a fini par coûter 14,6 milliards de dollars américains, soit plus de 4 milliards de dollars américains par mile. Tip O'Neill, d'après qui l'un des tunnels du Big Dig a été nommé, a fait pression pour que le projet soit financé par le gouvernement fédéral alors qu'il était président de la Chambre des représentants des États-Unis.
Au cours de la campagne présidentielle américaine de 2008, le pont de l'île Gravina (également connu sous le nom de « Bridge to Nowhere », soit « Pont menant nulle part ») en Alaska est cité comme un exemple de dépenses en barils de porc. Le projet de pont (en), poussé par le sénateur républicain Ted Stevens, devait coûter 398 millions de dollars et relier les 50 habitants de l'île et l'aéroport international de Ketchikan à l'île Revillagigedo et à Ketchikan. Le projet est finalement annulé en 2015.
Les projets de baril de porc, qui diffèrent des affectations (en), sont ajoutés au budget fédéral par les membres des comités de crédits du Congrès des États-Unis. Cela permet la livraison de fonds fédéraux au district local ou à l'état du membre du comité d'appropriation, accueillant souvent les principaux contributeurs de la campagne. Dans une certaine mesure, un membre du Congrès est jugé sur sa capacité à fournir des fonds à ses électeurs. Le président et le membre éminent du comité sénatorial américain sur les crédits sont en mesure d'apporter des avantages significatifs à leurs États. Cependant, les chercheurs Anthony Fowler et Andrew B. Hall affirment que cela ne suffit pas à expliquer les taux de réélection élevés des représentants sortants dans les législatures américaines.